# Arne Noe-Nygaard
Arne Noe-Nygaard (30. juli 1908 i Ribe – 3. juni 1991 i Helsingør) var en dansk geolog, professor , modstandsmand og medlem af Frihedsrådet. Han medvirkede til oprettelsen af Grønlands Geologiske Undersøgelse og populariseringen af faget geologi. Noe-Nygaard havde en vidtspændende publikationsvirksomhed med hovedvægt på beskrivelse af Østgrønland, vulkanologi i Island, Grønland og Færøerne samt beskrivelse af Danmarks og Grønlands Prækambrium. 
Arne Noe-Nygaard var søn af seminarieforstander, senere valgmenigheds- og sognepræst Søren Noe-Nygaard og hustru Ingrid f. Iversen. Han blev student fra Aarhus Katedralskole 1927, mag.scient. 1933 og dr.phil. 1937. Han var på studieophold i Stockholm 1931, i Uppsala 1933-35 og i Glasgow og London 1936 og 1937, på studierejse i Canada og USA 1951, i Sydamerika 1959-60 og deltog i den danske Østgrønlandsekspedition 1929, i Godthaabsekspeditionen 1930, i den treårige Østgrønlandsundersøgelse 1931-34 (overvintring 1931-32), i den fjerde dansk-islandske ekspedition til Vatnajökull 1936 i Nugssuaqekspeditionen 1939 samt i Heklaundersøgelsen 1947. Han forestod på Danmarks Geologiske Undersøgelses vegne den geologiske kortlægning af Færøerne 1945-68.
Noe-Nygaard var videnskabelig assistent ved Mineralogisk Museum 1936, borearkivar ved Danmarks Geologiske Undersøgelse 1938, afdelingsgeolog sammesteds 1940, blev professor i mineralogi 1942-69, i dynamisk geologi fra 1969 til 1978 ved Københavns Universitet og bestyrer af universitetets Mineralogisk Museum fra 1942 til 1978. Han var medlem af konsistorium (og dettes forretningsudvalg) 1955-70, af Rask-Ørsted Fondets bestyrelse (og forretningsudvalg) 1956-67, af det naturvidenskabelige forskningsråd 1968-70, medlem af Carlsbergfondets direktion 1963 og formand for Dansk-Islandsk Fond 1965.
Under Besættelsen var han medlem af Danmarks Frihedsråd september-december 1943, af Frit Danmarks hovedledelse december l943-april 1946.
Og efter besættelsen af Sydslesvigsk Udvalg af 5. Maj 1945-47 og af bestyrelsen for Frihedsfonden fra 1945.
Han var derudover medlem af bestyrelsen for Dansk geologisk Forening 1930-31. 1940-43 og (som formand) - 1952-53 for Dansk geofysisk Forening 1938-44 og (som formand) 1950-52 samt for Det Kongelige Danske Geografiske Selskab 1946-56, medlem af kommissionen for videnskabelige undersøgelser i Grønland 1944, af dennes forretningsudvalg 1948-66; medl. af redaktionsudvalget af Meddelelser om Grønland 1955-66, medlem af udvalget for Grønlands geologiske undersøgelse 1946-66 og af bestyrelsen for Arktisk Institut 1954-69. Han var Ridder af 1. grad af Dannebrog og modtog Fortjenstmedaljen.
Han var også medlem af Kungliga fysiografiska Sällskapet i Lund 1951, Foreign Member of the Geological Society of London 1953, medl. af Det Kongelige Danske Videnskabernes Selskab 1954, Det norske Videnskaps-Akademi i Oslo 1958, Visindafélag Islendinga 1959, Vetenskaps- och Vitterhets-Samhället i Göteborg 1959. Membre corresp. de Socité Géol. de Belgique 1961, præsident for den XXI internationale geologkongres i 1960, medlem af Akademiet for de Tekniske Videnskaber 1963, af Kungliga Vetenskapsakademien i Stockholm 1965 og af Kungliga Vetenskaps Societeten i Uppsala 1972.
Han blev gift 3. november 1938 med lektor, dr.phil. Ellinor Bro Larsen. 
Han ligger begravet på Helsingør Kirkegård.